# Yadro
Yadro — российский производитель ИТ-оборудования, входит в состав ИКС Холдинга. Крупнейшая российская компания в сфере систем хранения данных. С 2017 года Yadro является «серебряным» участником организации The Linux Foundation.

## Продукты
10 декабря 2021 года Yadro начала в подмосковной Дубне строительство завода по производству вычислительной техники, телеком-оборудования и пользовательских устройств. В июле 2023 первая очередь была введена в эксплуатацию. За счёт этого завода Yadro намерена осуществлять разработку и производство базовых станций LTE и 5G.
Компания является одним из крупнейших на российском рынке производителем СХД, серверов и иного оборудования. Yadro производит системы хранения данных семейства TATLIN, в том числе СХД TATLIN.UNIFIED. Линейка серверов включает в себя сервера VEGMAN и другие. В апреле 2023 года появилась информация о разработке собственной ОС от Yadro на основе Android.

### Kvadra
C 2023 года Yadro начала выпускать мобильные устройства под брендом Kvadra. В мае компания представила планшет собственного производства Kvadra t. 11-дюймовое устройство укомплектовано 8-ядерным процессором, двумя камерами на 13 и 5 мп, 128 гигабайтами встроенной памяти и работает на собственной ОС Kvadra os. Цена составляет около 40 тысяч рублей. Сборка ведется на собственном заводе в Дубне.
В июле стало известно, что Yadro планирует начать выпуск собственных смартфонов. Предполагается, что компания пойдет не по пути крупноузловой сборки, а самостоятельно будет производить печатные платы. Также в перспективе возможен переход на использование собственных процессоров на архитектуре RISC-V. Запуск производства запланирован на конец 2024 года.

## Syntacore
Компания Yadro владеет компанией Syntacore (Синтакор), которая является одним из старейших разработчиков открытых IP-блоков RISC-V.
«Синтакор»,
один из первых коммерческих поставщиков RISC-V IP-блоков, разрабатывает и лицензирует семейство IP-блоков с 2015 года.
Линейка продуктов (на 2018 год) включает восемь 32- и 64-разрядных ядер, включая ядро MCU SCR1 с открытым исходным кодом (RV32I/E[MC]). Первые коммерческие SOC, основанные на Syntacore IP-блоках, были продемонстрированы в 2016 году.
Компания «Синтакор», генеральный директор — Александр Николаевич Редькин, — входит в число основателей «RISC-V International», курирующей развитие архитектуры RISC-V.

## Санкции
24 февраля 2023 года, из-за вторжения России на Украину, компания Yadro включена в блокирующий санкционный список США, также под блокирующие санкции попал Антон Черепенников, как лицо связанное с компанией. Ранее, 23 февраля 2023 года компания попала в санкционный список Канады против организаций, участвующих в оборонной промышленности России.
Летом 2023 года компания вышла из консорциума OpenPower Foundation, разрабатывающего процессоры на основе архитектуры Power компании IBM, на фоне обсуждений о запрете параллельного импорта. Компания переключится на открытую архитектуру RISC-V.